# Kärpsundet
Kärpsundet är ett sund i Finland. Det ligger i Lovisa stad i landskapet Nyland, i den södra delen av landet, 60 km öster om huvudstaden Helsingfors.